# Forces Armades de Turquia

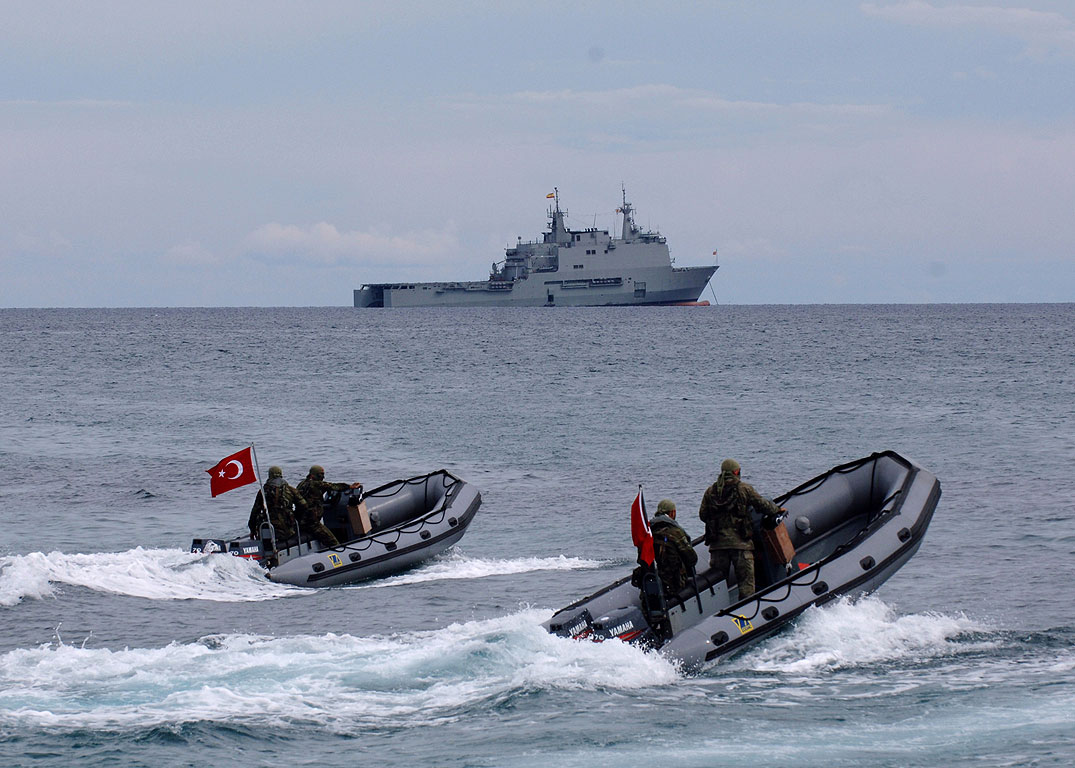
Mariners turcs

L'Exèrcit turc o les Forces armades turques (en turc:Türk Silahlı Kuvvetleri o abreujadament TSK) són les forces armades de la República de Turquia. Estan formades per l'exèrcit de terra, l'exèrcit de l'aire, l'armada, la Jandarma (gendarmeria) i pels guardacostes. És el segon exèrcit en efectius de l'OTAN després de l'exèrcit americà. De manera històrica, ocupa un lloc particular a Turquia. Encara avui, la seva influència és important (sobretot a través del Consell de Seguretat Nacional). Considerat com «un dels exèrcits més entrenats del món», endurit per les seves enganxades incessants amb els combatents del Partit dels Treballadors del Kurdistan (PKK), amb un quadre de comandaments d'alt nivell, actor econòmic de primer pla, exerceix la seva influència a tots els nivells del país.

Estats membres de l'OTAN

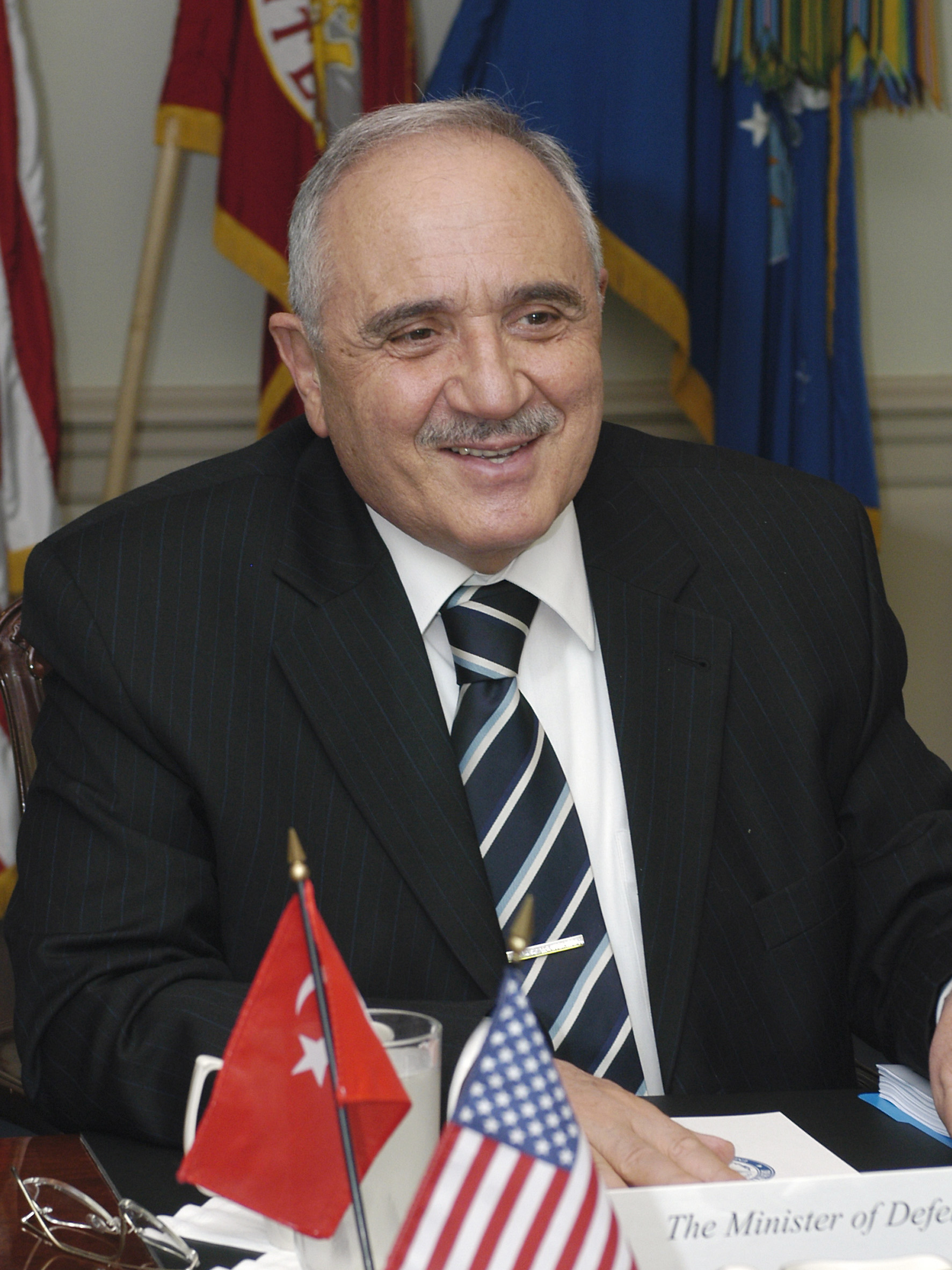
L'antic Ministre de Defensa Vecdi Gönül, el 6 de juny del 2005 a Washington D.C..

Bandera del comandant en cap de les forces armades turques

## Història
L'exèrcit turc és descendent directe dels exèrcits de l'Imperi Otomà i continua sent el garant de la laïcitat de la república fundada per Atatürk.

### Després de la Primera Guerra mundial
La guerra grecoturca victoriosa de 1919-1922 va permetre a l'exèrcit d'esborrar la derrota de la Primera Guerra Mundial, de reafirmar la seva posició en la vida pública i permeté també a Turquia de poder assentar-se com una nació reconeguda per les potències francesa i anglesa.

### La Guerra Freda
Va participar en la guerra de Corea enviant un batalló d'infanteria de 5.000 homes que van combatre al costat de les forces de les Nacions Unides; les unitats turques es bateren de manera valenta i patiren importants pèrdues.
El cop d'estat militar del 27 de maig del 1960 inaugura una sèrie d'intervencions de l'exèrcit en la vida política turca. Els líders del Partit demòcrata són portats davant la justícia; tres d'ells són executats, entre els quals Adnan Menderes.
Més de 30.000 homes estan permanentment estacionats a la meitat nord de Xipre des de la invasió turca (Segons alguns: Perquè Turquia, després dels acords d'Ankara signats el 1963 té el dret d'intervenir.) el desplegament va començar el 20 de juliol de 1974 i és conegut amb el nom d'Operació Attila, i fou la resposta a una temptativa d'annexió per part de Grècia. Això ha portat a combats amb les unitats de l'exèrcit grec vingudes a ajudar les forces xipriotes.
Incidents aeronavals tenen lloc regularment a lz Mar Egea entre els dos exèrcits, però es queden a nivell limitat.
Al final dels anys 1970, Turquia semblava llesta per passar al caos, situació que empenyé l'exèrcit, el setembre de 1980, a apoderar-se directament del poder. Aquest fet, que va tenir lloc un any i mig després de la revolució iraniana, va ser acollit amb alleujament per les potències occidentals. El general Kenan Evren, que esdevingué cap de l'Estat, suspengué la Constitució, dissolgué els partits polítics, prohibí les formacions sindicals, empaità els grups extremistes i censurà la premsa : l'ordre públic fou restaurat a costa de les llibertats democràtiques.
El règim militar promulgà una nova Constitució, sotmesa a referèndum el 1982, però no pogué impedir a un civil, Turgut Özal, fundador del Partit de la Mare Pàtria (ANAP), de guanyar les eleccions de 1983.

### El paper de Turquia al si de l'OTAN
Neutral durant la Segona Guerra Mundial, Turquia va entrar a l'OTAN l'octubre del 1951, al mateix temps que Grècia i va ser un dels aliats més fiables dels Estats Units durant la Guerra Freda de cara a la Unió soviètica que, prosseguint amb la política amb l'Imperi Rus, va intentar prendre el control dels Estrets turcs.
És el segon exèrcit en efectius de l'OTAN després de l'exèrcit americà. Incorporada a l'organització després de la Guerra de Corea, Turquia ha constituït el flanc sud de l'OTAN fins a l'esfondrament de l'URSS. S'ha observat un augment del poder de Turquia en el si de l'OTAN en els seus últims anys, accentuat per un actiu paper econòmic i polític als Balcans, a Caucas, a l'Orient Mitjà, Àfrica i a l'Àsia central.

### El «nou ordre mundial»
A partir dels anys 1990, la seva estratègia de defensa s'anomena com de «dues guerres i mitja», atès que les principals amenaces són Grècia, Síria i una insurrecció dins del territori nacional, en aquest cas per part dels kurds. Això ha conduït a una aliança amb Israel contra Síria, tot i que aquesta aliança ha anat declinant des de l'arribada al poder el 2002 del Partit de la Justícia i el Desenvolupament.
Com que Turquia desitja entrar en la Unió Europea i és membre associat de la Unió Europea Occidental, des de 1992 ha millorat les seves relacions amb Grècia i des de 1999 ha començat a reduir aquests efectius, però la seva presència militar sobre Xipre, que va accedir a la mateixa UE el 2003, continua essent un obstacle, així com els problemes vinculats a la mar Egea.
Participa en diverses forces de cascos blaus i a diverses operacions de l'OTAN a Bòsnia i Hercegovina des de 1995, a Kosovo des de 1999 i a la guerra de l'Afganistan des de 2002.
Des dels anys 1980/1990, l'exèrcit i la Jandarma (gendarmeria turca) lluiten al sud-est de Turquia contra el PKK, organització armada kurda considerada com a terrorista per la Unió Europea i els Estats Units, la qual cosa ha portat l'exèrcit a efectuar ofensives sobre el territori d'Anatòlia del sud-est i fins i tot del Kurdistan del Sud; la situació resta lluny de ser tranquil·la a hores d'ara.

## L'antic paper de l'exèrcit en la vida política
El Consell de Seguretat Nacional, o MGK (Milli Güvenlik Kurulu), es compon d'una banda dels caps d'estat major de l'exèrcit i, de l'altra, del President de la República, del Primer Ministre i dels ministres de defensa i d'Afers Exteriors. Segons la Constitució, les decisions de l'MGK prevalen. També és per aquest biaix que l'exèrcit exerceix la seva influència.
Les reformes votades pel parlament el 2003, que apuntaven a reduir el paper de l'exèrcit, han previst obrir la secretaria d'aquest Consell a civils. L'agost de 2004, per primera vegada, un civil en va assumir el càrrec. D'altra banda, la Constitució ha estat esmenada el maig de 2004, per tal d'impedir la participació de militars a certs òrgans civils. I més recentment, el 2010, es va votar en referèndum una proposta de reforma constitucional que limita encara més el paper de l'exèrcit en la vida pública del país.

## El pes de l'exèrcit en l'economia
L'exèrcit és present en l'economia del país a través de dos organismes : el Fons de pensió de les forces armades (OYAK)) i la Fundació per al reforç de les forces armades (TSKGV).
Fundat el 1961, l'OYAK és un hòlding militar-industrial que comprèn una trentena d'empreses (construcció automòbil, agroalimentària, obres públiques, assegurances, turisme…;) i que ocupaven durant els anys 2000 més de 30.000 assalariats. Posseeix, a través d'OYAK Bank, una de les majors institucions financeres del país.
El TSKGV, que comprèn igualment més d'una trentena d'empreses de producció d'armaments, que va des de la concepció a la fabricació de sistemes electrònics militars, des de la fabricació sota llicència de caces F-16 i de producció de radars fins a la producció d'armament clàssic (blindat, armes pesants i lleugeres de diverses categoria, transport de tropes…;). Ocupa a més de 20.000 assalariats. Aquests dos hòldings tenen un volum de negocis que s'estima en diversos milions de dòlars cada any.

## La indústria de la defensa nacional turca
La indústria de la defensa nacional turca es troba en constant evolució, sobretot amb projectes per a l'exèrcit de terra, l'armada i les forces aèries de Turquia
Les exportacions de la indústria de la defensa nacional turca per a 2009 van atènyer els 669 milions de dòlars i haurien d'augmentar amb tota probabilitat durant els propers anys. El volum de negocis de la indústria de defensa turca el 2009 eren 2,319 mil milions de dòlars, gairebé el mateix que en 2008

## Evolució dels efectius

### Servei nacional
Tots els ciutadans turcs de sexe masculí de 18 a 38 anys han d'efectuar un servei nacional de 15 mesos si no són declarats mèdicament ineptes. Es troba en procés d'estudi, per part del Ministeri de Defensa, la creació d'un servei militar professional, la qual permetria de suprimir el servei nacional per als ciutadans turcs. L'exèrcit turc voldria arribar la xifra de 850.000 efectius per cobrir les seves necessitats de personal.
Els ciutadans turcs de sexe femení tenen una obligació de servir el país en el moment d'un conflicte armat.
Nombre d'efectius i llur repartiment:
| Reclutes                          | 465 197 |
| Oficials                          | 39 975  |
| Sotsoficials                      | 95 824  |
| Civils                            | 53 424  |
| Soldats professionals             | 40 515  |
| Generals i Almiralls              | 365     |
| Paramilitars (Guardians de poble) | 71 000  |
| Reserva militar                   | 450 000 |

### En 2011
| any 2011                      | Professionals | Reclutes | Reserva |
| ----------------------------- | ------------- | -------- | ------- |
| Exèrcit de terra              | 188 000       | 425 000  | 358 700 |
| Soldat d'infanteria de marina | 29 250        | 44 500   | 65 000  |
| Exèrcit de l'aire             | 31 600        | 40 000   | 65 000  |
| Gendarmeria                   | 24 700        | 100 000  | 50 000  |
| Guàrdia Nacional              |               |          | 250 000 |
| Guardacostes                  | 5 200         |          |         |

### Evolució des de 1980
| 1980 | 717 000 |
| 1985 | 814 000 |
| 1990 | 769 000 |
| 1995 | 805 000 |
| 2000 | 793 000 |
| 2001 | 803 000 |
| 2002 | 816 000 |
| 2003 | 534 000 |
| 2005 | 501 000 |
| 2011 | 736 000 |

Total d'efectius (reserves incloses) : 1.296.699 persones.

## Pressupost
El pressupost de la defensa el 2012 és de 10.000 milions de dòlars estatunidencs (18.000 milions de lires turques) o sigui l'1% del PNB.
El repartiment de les despeses és :
- Personal : 47,3%
- Equip : 36,3%
- Infraestructura : 3%
- Altres : 13,3%

## Exèrcit de terra el 2011 (Türk Kara Kuvvetleri)

Comandos de l'exèrcit turc durant un exercici el 1998

L'exèrcit de terra és apte per a una sòlida defensa territorial i posseeix un excel·lent coneixement de les zones contigües a Turquia. Disposa de forces paramilitars ben equipades i entrenades en la guerra asimètrica, però poc respectuoses amb les convencions internacionals. Estan en marxa programes de reequipament, sobretot amb el llançament d'un programa de carro de combat de 4a generació. Està preparat per fer operacions fora del seu territori i està desenvolupant un ràpid coneixement de l'ús dels UAVS i sistemes C4ISR. L'exèrcit reemplaça els fusells d'assalt HK G3 per altres de més moderns; en concret es troba en marxa un programa de recerca amb el nom Mehmetcik-1.

### Organització
- 10 cossos d'exèrcit
- 2 divisions d'infanteria mecanitzada
- 4 divisions d'infanteria motoritzada
- 1 divisió d'infanteria i una divisió d'entrenament
- 14 brigades blindades
- 14 brigades d'infanteria mecanitzada
- 12 brigades d'infanteria
- 5 brigades de forces especials
- 5 brigades d'entrenament

## Armada turca (Türk Deniz Kuvvetleri)
Disposa d'una bona aptitud per a les operacions de lluita antisubmarina i de superfície, i ha retirat del servei els vaixells massa obsolets.
La Marina turca (turc: Türk deniz Kuvvetleri) és la marina de guerra de Turquia i representa un dels cinc components de les Forces armades turques. Des del final de la Guerra freda és la primera força naval a l'Orient Mitjà, a la Mediterrània oriental i al Mar Negre. És actualment la vuitena al món en termes de personal, amb 51,100 persones actives, la tercera a Europa en termes de tones de desplaçament de la flota, amb 258,948 tones i està classificada com la quarta Marina darrere l'Armada dels Estats Units, la Royal Navy, i la marina nacional francesa.

## Exèrcit de l'aire turc (Türk Hava Kuvvetleri)

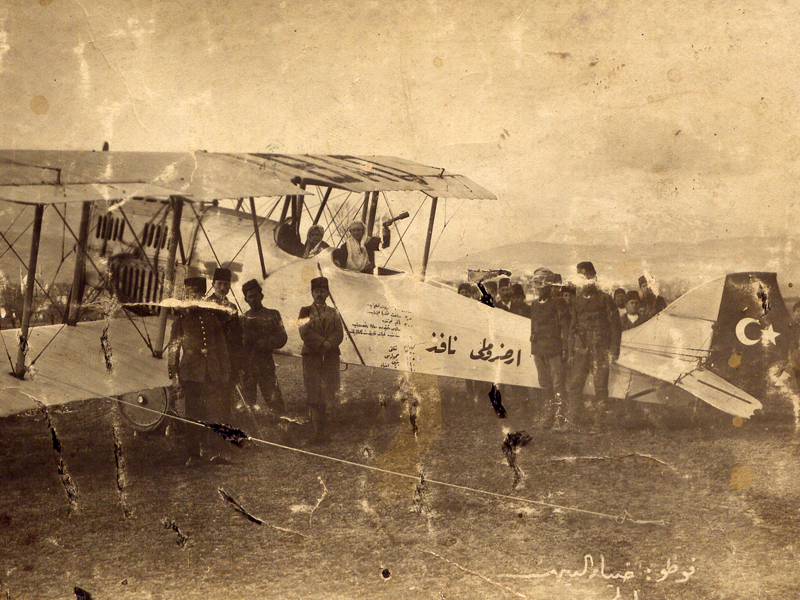
L'avió Erzurumlu Nazif, c. 1922

La força aèria és moderna i desenvolupada. Està capacitada per utilitzar municions guiades de precisió, un procés en el qual s'utilitzen sobretot avions F-16 de fabricació turca.

### Organització
- 19 esquadrons de combat
- 2 esquadrons de reconeixement
- 5 esquadrons d'entrenament
- 6 esquadrons de transport
- 1 esquadró d'avituallament en vol
- 8 esquadrons de míssils superfície-aire

## Desplegaments internacionals
L'exèrcit turc es troba actualment desplegat sobre diversos teatres d'operacions. Heus aquí els efectius amb data 27 octubre 2011:
- Bòsnia i Hercegovina : 280 militars al si de la missió EUFOR Althea;
- Afganistan : 1 840 militars en el si de la FIAS;
- Líban : 357 militars al si de la FINUL;
- Kosovo: 426 militars al si de la KFOR (63 membres no militars també es troben desplegats al si de la missió Eulex Kosovo);
- RTXN: 40 000 militars en el marc de l'Operació pau per a Xipre;
- Iraq : 1.600 militars en el marc de la lluita contra el Partit dels Treballadors del Kurdistan (PKK);
- Somàlia : 2 fragates en el marc de la lluita antipirateria al si de l'OOS (Operation Ocean Shield);
- Líbia : 6 fragates al si de l'operació "Operation Unified Protector";
- Síria : En el marc de la guerra civil siriana;